# 德萊賽針發槍
德萊賽針發槍（德語：Zündnadelgewehr，直譯為“點火針式步槍”）是普魯士王國一種著名的軍用步槍，該槍於1841年被普魯士軍隊制式採用，並被命名為“1841型輕型雷管步槍”（德語：leichtes Perkussionsgewehr Model 1841）以隱藏其革命性的特徵。
其“針槍”的命名源於其像針一般的擊針，開槍時會貫穿紙筒式彈殼，並撞擊子彈底部的雷管。該槍也是世界上首種採用栓動式槍機的槍械（亦是最早出現的現代後膛步槍），裝彈和退彈時均需把槍機拉柄旋轉並拉開，這種設計對後來的步槍影響深遠。其射速大約為每分鐘10–12發。
德萊賽針發槍的設計者為約翰·尼古勞斯·馮·德萊賽（1787–1867），他曾做過多種實驗，最終於1836年完成了針發槍，並於1864年被封為貴族。

## 历史
約翰·尼古勞斯·馮·德萊賽设计的第一种步枪是前膛枪，其创新点在于使用螺旋弹簧推动长长的撞针撞击弹壳底部的底火。这种击发方式与旋转后拉枪机的结合令德莱赛针发枪拥有相对高的射速，从而使其在战场上发挥极大威力。
1859到1863年间，威廉一世，阿尔布雷希特·冯·罗恩和毛奇对普鲁士军队进行改革，将军费提升25%。之后，德莱赛步枪为普奥联军在普丹战争中获胜立下汗马功劳。19世纪60年代初，普魯士军工业引入铸钢枪管并开始量产德莱赛步枪。新的1862年式步枪和M/55弹药使普军得以在19世纪60年代加速列装德莱赛步枪。随着普鲁士私人工业逐渐能够满足普军对枪械的需求，官营军火作坊从此成为历史。到了1866年初普奥战争爆发的前夜，普军步兵已经全面装备了德莱赛步枪，其总数达到270,000把。德莱赛步枪改变了19世纪战术的面目。普军士兵能伏在地上给德莱赛步枪装填弹药，而奥地利士兵则不得不站起来给前膛枪填充弹药，且这段时间足以让普军士兵完成5次射击。普奥战争之后，普鲁士加大了德莱赛步枪的产量，使得普军在普法战争爆发时的德莱赛步枪库存量多达1150,000把。德莱赛步枪的成功促进了枪械设计的革新。1871年普法战争爆发之前，法军引入了夏赛波步枪。虽然普军赢了普法战争，但是夏赛波步枪相对德莱赛步枪的压倒性优势也显露出来了。
1877年，罗马尼亚从德國政府购得20,000把德莱赛步枪和11,000把卡宾枪，并在罗马尼亚独立战争中用上了这一批武器。19世纪60年代间，日本购入了数量不详的德莱赛步枪和配套的刺刀，这一批武器上刻有日本帝国的菊花纹章。大清帝国在改革陆军的期间也购入了德莱赛步枪。左宗棠的湘军就有部分装备德莱赛步枪和克虏伯大炮等德式装备，直到平定同治新疆回变的时候也有使用这种武器。

## 局限
- 推动撞针的弹簧很脆弱
- 撞针缺少清洁时容易走火
- 枪管遇热膨胀，枪膛附着火药残渣时，拉动枪机相当耗力
- 枪管与枪膛交界处容易磨损
- 连续射击后枪膛气密性下降

## 使用國
- 巴西帝国
- 日本
- 德國
- 普魯士
- 大清
- 羅馬尼亞